# Deadlands
Deadlands is een rollenspel dat zich afspeelt in een alternatieve geschiedenis van het Wilde Westen van 1876, waarin de onwetende mensheid belaagd wordt door boosaardige geesten die erop uit zijn de wereld in een hel te veranderen. Het spel wordt sinds 1996 uitgegeven door Pinnacle Entertainment Group.
Er zijn ook een paar spin-off-spellen van Deadlands gemaakt: Deadlands: Hell on Earth speelt op aarde in de toekomst van het normale Deadlands (eind 21e eeuw om precies te zijn) en Deadlands: Lost Colony speelt gelijktijdig met Hell on Earth maar op een gekoloniseerde planeet waarmee alle contact verloren is.

## Overzicht
Tot 1863 volgt de geschiedenis van Deadlands in feite die van de echte wereld. In dat jaar echter ondernamen een aantal Indianen een missie met als uiteindelijk doel de blanken uit Noord-Amerika te verdrijven: ze betraden de eeuwige jachtvelden en lieten de manitous (kwade geesten) die daar gevangen gehouden werden, los. Het onmiddellijk zichtbare resultaat daarvan was dat tijdens de Slag bij Gettysburg, die op hetzelfde moment aan de gang was, de doden opstonden en de levenden aanvielen.

### Manitous
Manitous zijn kwade geesten uit de Indiaanse mythologie. In een ver verleden zijn ze door machtige medicijnmannen opgesloten in de eeuwige jachtvelden, maar omdat ze in 1863 vrijgelaten zijn, zijn ze weer in de gelegenheid hun kwaadaardige plannen uit te werken. Het enige dat de manitous willen, is angst veroorzaken: hoe banger de mensheid, hoe beter dit is voor de manitous. Met dit doel voor ogen manipuleren ze de mensheid om zo veel mogelijk angst te verspreiden.
Dit gebeurt op allerlei manieren; de meest opvallende is dat er in de wereld een heleboel monsters, groot en klein, bijgekomen lijken te zijn waarvan niemand een paar decennia eerder het bestaan ook maar vermoedde (wat simpelweg is omdat ze toen nog niet bestonden). Hieronder vallen ook de levende doden: wanneer iemand doodgaat, is er kans dat hij of zij door een manitou bezeten wordt die het lijk animeert. Vanaf dat moment woedt er een strijd tussen de originele persoon en de manitou om controle over het lichaam; wanneer de manitou de overhand heeft, gebruikt hij het lichaam om zo veel mogelijk verschrikkingen te veroorzaken — maar wanneer de originele persoon de controle heeft, zaait hij ook al angst door zich alleen al onder de mensen te begeven.
Een andere manier van de manitous om angst te veroorzaken is door mensen elkaar afgrijselijke dingen aan te laten doen. Dit doel wordt onder andere bereikt door wetenschappers in te fluisteren hoe ze wonderlijke uitvindingen kunnen doen — waarvan het overgrote deel echter maar één doel heeft, namelijk dood en verderf zaaien.
Tegelijkertijd zijn de manitous subtiel genoeg om hun bestaan zo veel mogelijk verborgen te houden. "Beschaafde" mensen doen de verhalen over monsters, levende doden, enz. af als fantasie of op z'n minst overdrijving, of weigeren ze eenvoudigweg te geloven.

### Ghost Rock
De belangrijkste factor die de technologische ontwikkelingen mogelijk maakt, is de ontdekking van het zogenaamde ghost rock enige tijd nadat de manitous bevrijd waren. Dit is een delfstof die op steenkool met lichte strepen erdoor lijkt (wat het z'n naam geeft), maar die veel langer en heter brand dan steenkool. Tijdens het branden klinkt een gejank, wat door geleerden toegeschreven wordt aan luchtkamers binnenin de steen; met wat fantasie zijn in de rook van brandende ghost rock ook doodshoofden te zien.
Alle belangrijke kenmerken van ghost rock komen echter voort uit het feit dat in de steen de zielen opgesloten zitten van overleden mensen — het gejank dat bij het verbranden ervan is bijvoorbeeld hun gekerm. Dit alles is alleen totaal onbekend bij de wetenschappers die, onder invloed van de manitous, ghost rock als een van de belangrijkste ontdekkingen van de eeuw zien, en het daarom te pas en te onpas gebruiken.

### Magie
Een klein aantal mensen heeft ontdekt dat de manitous bestaan, en hebben uitgevonden hoe ze te dwingen zijn om magische spreuken uit te voeren. De meestgebruikte manier is om een manitou uit te dagen tot een spel (in het Wilde Westen meestal een potje poker). Er is echter altijd kans dat de manitou sterker is dan gedacht en de uitdager het leven zuur maakt. Aangezien deze mensen, hucksters genoemd, zich in de ogen van de meeste mensen inlaten met de duivel, worden hun activiteiten meestal niet op prijs gesteld. Hucksters doen zich vaak voor als beroepsgokkers om geen aandacht te trekken wanneer ze met kaarten (en manitous) in de weer zijn.

### Geloof
Het geloof biedt bescherming tegen het bovennatuurlijke, en — wellicht als tegengewicht tegen het dreigende gevaar — kunnen sommige mensen wonderen verrichten die onmiddellijke hulp en bescherming geven.

## Spelregels (Origineel Deadlands)
Net als in de meeste rollenspellen hebben Deadlands-karakters allerlei eigenschappen en vaardigheden. Deadlands gebruikt verschillende soorten dobbelstenen, van d4 t/m d20; welke dobbelstenen en hoeveel een karakter mag gooien, hangt af van z'n niveau in de benodigde vaardigheid, en de bijbehorende eigenschap. Heeft iemand bijvoorbeeld een Knowledge (Kennis) eigenschap van 3D8, dan gooit hij drie achtkantige dobbelstenen voor een Knowledge-worp. Vaardigheden vallen allemaal onder een eigenschap, en gebruiken de dobbelstenen van die eigenschap, maar het aantal is gelijk aan het niveau van de vaardigheid. Dus als hetzelfde karakter Disguise (Vermommen) op 5 heeft, wat onder Knowledge valt, dan gooit hij vijf achtkantige dobbelstenen om zichzelf te vermommen.
In een worp worden alle dobbelstenen gegooid, en elke dobbelsteen die z'n maximum gooit (in Deadlands-termen heet dit een aas) mag opnieuw gegooid worden en opgeteld worden bij de vorige worp ervan; dit herhaalt tot de dobbelsteen niet langer z'n maximum gooit. Dus gooi je 8 op een achtkantige dobbelsteen, dan gooi je opnieuw; is het weer een 8, gooi je nog een keer; is het nu een 5, dan heb je 8 + 8 + 5 = 21 gegooid.
De hoogste dobbelsteen in de worp wordt dan vergeleken met het target number dat voor de worp staat (bepaald door de spelregels en/of de spelleider). Is de worp gelijk aan, of hoger dan, het target number, dan lukt de worp en is hij een succes. Voor elke 5 punten die de worp boven het target number uitkomt, krijgt hij een raise. Was de worp van 21 uit het voorbeeld hierboven bijvoorbeeld tegen een target number van 10, dan is dat een succes (omdat hij 10 of hoger is) en twee raises (één bij 15, en nog één bij 20). Hoe meer raises een worp heeft, hoe beter de actie slaagt.
Gooit meer dan de helft van de dobbelstenen 1, dan mislukt de worp automatisch, ongeacht wat de hoogste dobbelsteen gooit. Meestal heeft dit ook nog een bijkomend nadelig effect, naast het mislukken van de poging zelf.

### Initiatief
In tegenstelling tot de meeste spellen gebruikt Deadlands speelkaarten om initiatief te bepalen tijdens een gevechtsbeurt. Iedereen gooit met zijn of haar Quickness (Snelheid), en pakt één kaart, plus nog een kaart per succes en raise. De spelleider telt daarna af van de hoogste kaart (schoppenaas) naar de laagste (klaverentwee), waarbij een karakter een actie mag ondernemen wanneer zijn of haar kaart langskomt.
Jokers hebben een bijzondere betekenis: een rode joker betekent dat degene met die kaart op elk moment in de beurt mag gaan, zodat hij of zij kan reageren op een ander maar die net te snel af kan zijn; maar met een zwarte joker mag degene die hem pakte helemaal niet tijdens de beurt.

### Magie, Uitvindingen & Geloof
Ook de uitkomst van magie en het doen van wonderbaarlijke uitvindingen worden met speelkaarten uitgewerkt. De huckster of uitvinder gooit eerst met de dobbelstenen; het aantal raises van deze worp bepaalt hoeveel kaarten hij of zij mag pakken. Uit deze kaarten moet dan een zo goed mogelijke pokerhand gemaakt worden; hoe hoger de hand, hoe beter de poging lukt. Vaak is er een minimum hand voor de gewenste uitvinding of spreuk; wordt die niet gehaald, dan mislukt de poging alsnog.
Jokers hebben ook hier weer speciale effecten. Ten eerste tellen ze als elke gewenste kaart (dus twee boeren en een joker is three of a kind), maar de zwarte joker betekent ook dat de manitou waarmee het karakter zich inlaat, iets ergs doet. Bij uitvinders is dit over het algemeen één of andere psychische aandoening, terwijl bij hucksters het vaak wat directer is en zich bijvoorbeeld uit in een echte aanval.
Sjamanen (Indiaanse tovenaars) gebruiken een geheel ander soort magie, dat gebaseerd is op het aanroepen van goede geesten om gunsten te verlenen aan de sjamaan, in plaats van de kwade manitous die door hucksters aangeroepen en gedwongen worden magie uit te voeren. Deze goede geesten moeten tevreden gesteld worden, wat vereist dat de sjamaan offers brengt: elke gunst heeft een bepaalde "waarde" aan offers die nodig is, en de sjamaan kiest dan zelf welke offers hij of zij brengt om aan die waarde te komen. Als de benodigde waarde eenmaal bereikt is, voert de geest de gevraagde gunst uit.
Gelovigen kunnen hun geloof aanroepen, en hiermee wonderen verrichten in tijd van nood. Dit is echter niet voor iedereen weggelegd, maar alleen voor de zogenaamde "gezegenden". Het verrichten van een wonder vereist eenvoudigweg een worp, waarbij de gelovige duidelijk de kracht van zijn of haar geloof moet verkondigen. Lukt de worp, dan vindt het gevraagde wonder plaats. Gelovigen moeten echter hun best doen om zich aan de regels van hun geloof te houden; doen ze dat niet (bijvoorbeeld een christen die zich niet aan de principes uit de Bijbel houdt), dan moeten ze een andere worp maken om te zien of ze geen punten verliezen in de ervoor benodigde vaardigheid.

## Spelregels (Deadlands D20)
Deze versie van Deadlands gebruikt de spelregels van het d20 System in plaats van de bovenstaande.

## Spelregels (Deadlands: Reloaded)
Deze versie van Deadlands gebruikt de spelregels van Savage Worlds, dat ook uitgegeven wordt door Pinnacle.